# Rue Malus (Paris)
Pour les articles homonymes, voir Rue Malus.
La rue Malus est une voie située dans le quartier du Jardin-des-Plantes du 5e arrondissement de Paris.

## Situation et accès
La rue Malus est desservie à proximité par la ligne 7 à la station Place Monge.

## Origine du nom
Elle tient son nom du physicien Étienne Louis Malus (1775-1812), qui a participé à l’expédition d’Égypte de Napoléon. De nombreuses rues avoisinantes honorent également ceux qui s'étaient joints à cette campagne.

## Historique
Cette rue créée en 1879 par la Ville de Paris prend sa dénomination actuelle par un arrêté du 4 mars 1881.

## Bâtiments remarquables et lieux de mémoire
- La rue donne directement sur la rue Monge en face de la place Monge.